# Маккоун, Джон Портер
Джон Портер Маккоун (1815—1879) — офицер Армии США, участник Американо-мексиканской войны и Семинольских войн. Во время Гражданской войны в США сражался на стороне Конфедерации и дослужился до генерала. Натуралист.

## Биография
В 1835—1840 годах учился в Вест Пойнте. В 1845—1846 участвовал в оккупации Техаса. Во время войны с Мексикой участвовал в сражении при Серро-Гордо. За свое поведение во время этой битвы получил чин капитана (сначала был временно повышен, а с 1851 звание стало постоянным).
После войны Маккоун охранял границу по Рио-Гранде. Именно в это время он добывал местных птиц, три из которых оказались новыми для науки и Джордж Ньюболд Лоренс назвал один из них, Rhynchophanes mccownii, в честь Джона. С тех пор птица была переименована (изменили англоязычное, а не латинское название) из-за связей Маккоуна с Конфедерацией. А в 1853 году офицер написал трактат о калифорнийской земляной кукушке.
В 1856—1857 сражался на Семинольских войнах во Флориде. В 1858 — на Войне в Юте. Затем до 1861 года находился на гарнизонной службе на территориях Небраска и Дакота.
Принял активное участие в Гражданской войне, командуя теми или иными войсками южан в нескольких сражениях.
После окончания Гражданской войны сначала работал учителем, а затем снова занялся фермерством. Скончался в городе Литтл-Рок.